# مازارين بينجوت
مازارين ماري بينجوت (ولدت في 18 ديسمبر 1974 في أفينيون، فوكلوز)، والتي غيرت اسمها إلى مازارين ماري ميتران بينجوت في نوفمبر 2016، وهي كاتبة وصحفية وأستاذة فرنسية.

## السيرة الشخصية

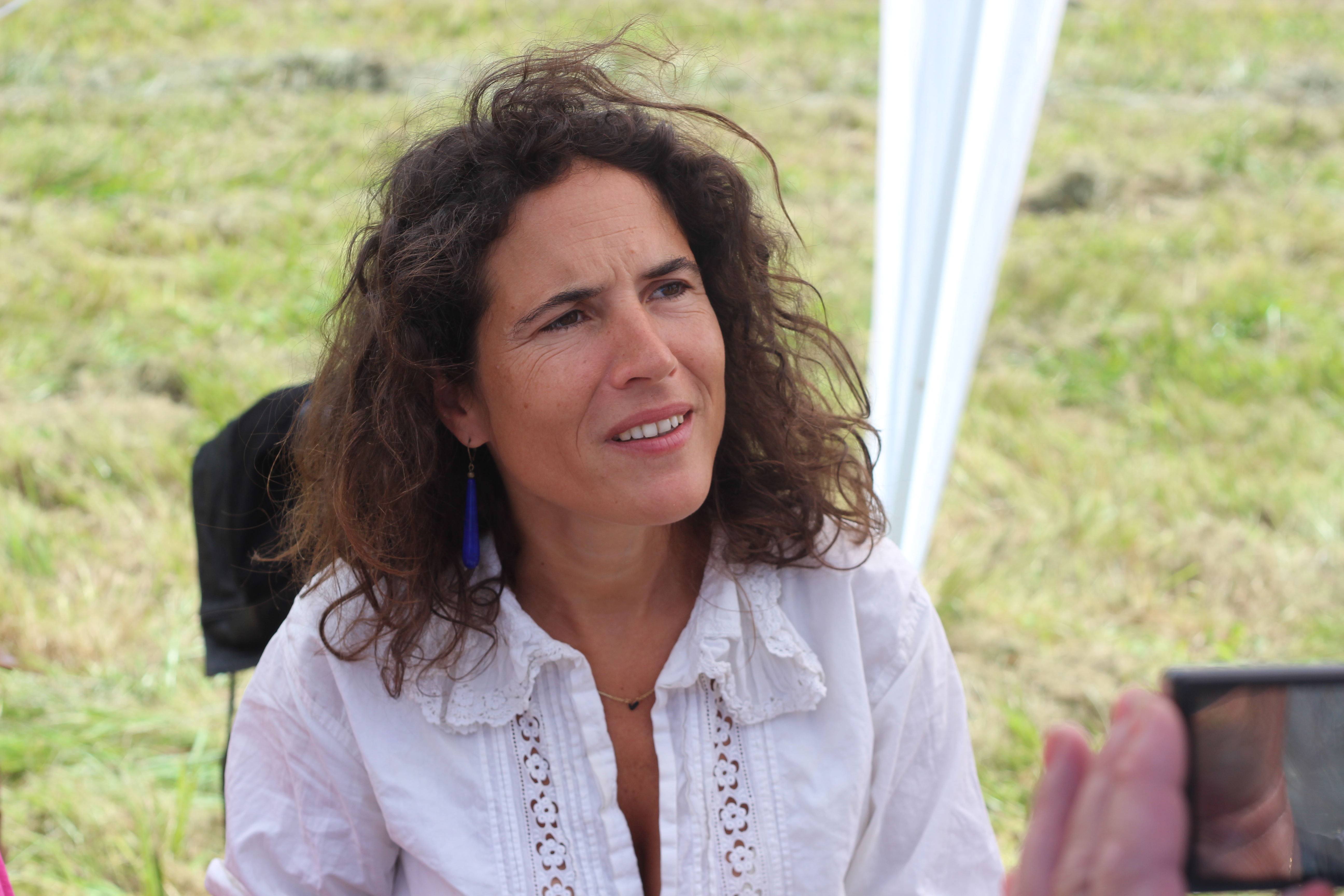
مازارين ماري بينجوت

بينجوت هي ابنة الرئيس الفرنسي السابق فرانسوا ميتران وعشيقته آن بينغيو. يقال إنها سميت على اسم مكتبة المزارين الفرنسية، أقدم مكتبة في فرنسا، بسبب حب والديها للكتب. ظل وجود ابنة الرئيس ميتران مخفيًا منذ فترة طويلة عن الصحافة، لكن الكاتب الفرنسي جان إديرن هالير كاد أن يكشف عنه. كان ضمان السرية بشأنه أحد الدوافع وراء بعض عمليات التنصت غير القانوني التي أمر بها ميتران تحت ستار محاربة الإرهاب.
كانت طالبة في البداية في مدرسة هنري الرابع الثانوية في باريس ثم في المدرسة العليا نورمال دي فونتيناي سان كلاود (التي تسمى الآن مدرسة نورمال سوبريور دي ليون)، وهي مدرسة مرموقة للغاية. في عام 1997 اجتازت شهادة تجميع الفلسفة، ثم بدأت لفترة وجيزة - لكنها لم تكمل - درجة الدكتوراه.أطروحة عن الفيلسوف سبينوزا، الذي عمل كمساعد تدريس في جامعة بروفانس إيكس مرسيليا الأولى.
كانت أيضًا صحفية (كتبت لـدى مجلة إيل بين عامي 1999 و 2001) ومذيعة تلفزيونية (على قناة تلفزيونية فرنسية تسمى العرض الأول في باريس).

## الأعمال
في عام 1998، نشرت روايتها الأولى بعنوان («الرواية الأولى»)، والتي لم يثني عليها النقاد كثيرًا ولكنها ترجمت إلى العديد من اللغات، بما في ذلك الإنجليزية. في عام 2000 نشرت كتاب زين أو الاسترداد الذي كتب عنه تشارلز بريمنر من صحيفة الأوقات «إذا كانت هناك جائزة لتحدي سخرية النقاد، فستذهب إلى مزارين بينجوت» (8 مايو 2000). في عام 2003 نشرت سلسلة من التعليقات الأدبية «قالوا لي من أنا» («هم» الكتب). في فبراير 2005 نشرت كتابها الرابع ليس كلمة وهو يوميات عن حياتها في طفولتها باعتبارها سرًا وطنيًا. في عام 2007 نشرت كتابها الخامس (مقبرة الدمى)، وهو رواية عن امرأة تقتل طفلها وتضعه في الثلاجة.
في عام 2019، نشرت ميتران بينجوت رواية بعنوان («الحفاظ على الهدوء») عن مصورة اغتصبها سياسي بارز. وقارن المعلقون اتهامات ابنة أختها باسكال ميتران بالسياسي الفرنسي نيكولا هولو، والتي نفتها السلطات الفرنسية. تستمر رواية ميتران بينجوت لعام 2020 («والخوف ثابت») في متابعة امرأة تعيش في حالة دائمة من الخوف بسبب الضغوط اليومية التي تتعرض لها في حياتها المهنية والشخصية.
في عام 2024 ، أصدرت كتاب («العيش دون») ، عن دار (فلاماريون، كليما، باريس)، والذي يتحدث عن المؤسسات التي تعتمد على ظاهرة النقص في المجال الاستهلاكي، و يناقش الكتاب الملاحظة المدونة، ( من دون)، على عبوات وأغلفة الكثير من المنتجات الاستهلاكية في الأسواق العالمية، حيث أصبح هذا المصطلح مرغوباً ومطلوباً لدى الكثيرين من المستهلكين.

## العائلة
لديها ابن واحد، من مواليد 2005 وابنتان ولدتا في 2007 و 2009 من زوجها السابق محمد بن مهند، مخرج سينمائي.

## الروابط الخارجية
- Mazarine Pingeot نسخة محفوظة 17 مايو 2011 على موقع واي باك مشين. على موقع TimesOnline